# Orlando Colonna
Titre
Comte de Corse
Orlando Colonna, aussi appelé Orlandino, aurait été le 3e comte de Corse, au cours du IXe siècle.

## Biographie selon Giovanni della Grossa
Orlando serait le fils du comte Bianco Colonna et petit-fils de Ugo Colonna, prince romain envoyé par le pape pour reconquérir la Corse pour le compte de la Papauté. Il est décrit comme "homme de grande valeur et de belle prestance".
Orlando Colonna impose le catholicisme sur la Corse, chassant définitivement les Maures de l'île après une révolte de ces derniers. Il aurait codirigé l'ile avec son père quand ce dernier fut âgé.
À sa mort son fils Ridolfo Colonna lui succède.
De la vie de ce comte, on ne trouve aucune mention.